# Torneo Interbritannico 1962
Il Torneo Interbritannico 1962 fu la sessantasettesima edizione del torneo di calcio conteso tra le Home Nations dell'arcipelago britannico. Il torneo fu vinto dalla Scozia. 

## Risultati
| Data             | Luogo   | Squadra 1        | Risultato | Squadra 2        |
| ---------------- | ------- | ---------------- | --------- | ---------------- |
| 7 ottobre 1961   | Belfast | Irlanda del Nord | 1 - 6     | Scozia           |
| 14 ottobre 1961  | Cardiff | Galles           | 1 - 1     | Inghilterra      |
| 8 novembre 1961  | Glasgow | Scozia           | 2 - 0     | Galles           |
| 22 novembre 1961 | Londra  | Inghilterra      | 1 - 1     | Irlanda del Nord |
| 11 aprile 1962   | Cardiff | Galles           | 4 - 0     | Irlanda del Nord |
| 14 aprile 1962   | Glasgow | Scozia           | 2 - 0     | Inghilterra      |

## Classifica
| Pos | Squadra          | Pti | G | V | N | P | GF | GS |
| --- | ---------------- | --- | - | - | - | - | -- | -- |
| 1   | Scozia           | 6   | 3 | 3 | 0 | 0 | 10 | 1  |
| 2   | Galles           | 3   | 3 | 1 | 1 | 1 | 5  | 3  |
| 3   | Inghilterra      | 2   | 3 | 0 | 2 | 1 | 2  | 4  |
| 4   | Irlanda del Nord | 1   | 3 | 0 | 1 | 2 | 2  | 11 |